# Choerades dimidiata
Choerades dimidiata là một loài ruồi trong họ Asilidae. Choerades dimidiata được Macquart miêu tả năm 1846.